# Szocialista Párt (Belgium)

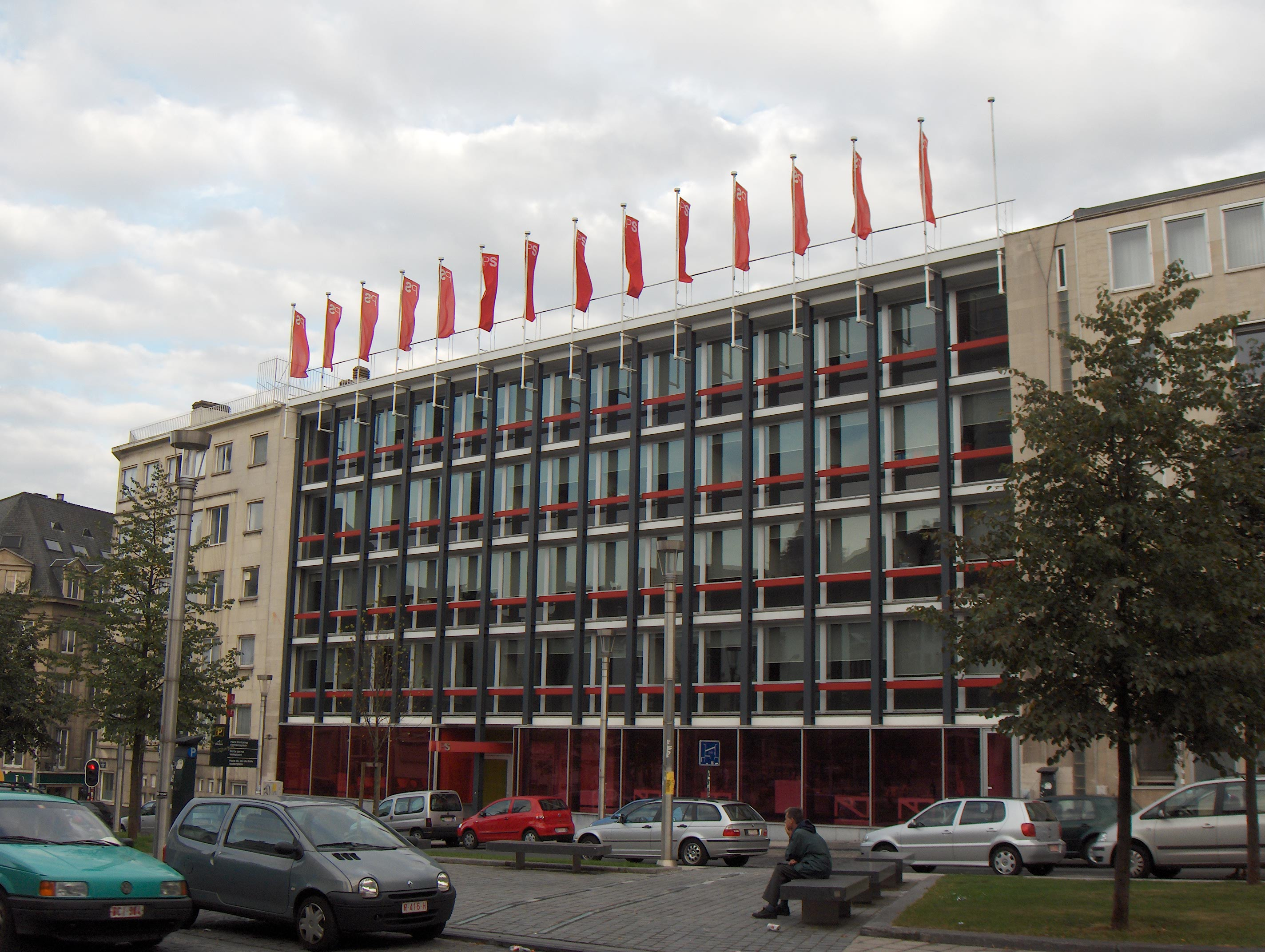
A PS titkárságának épülete Brüsszelben

A Szocialista Párt (Parti socialiste) belga politikai párt, amely a francia nyelvterületen, azaz Vallóniában és Brüsszelben aktív. A párt 1978-ban alakult a korábban egységes Belga Szocialista Párt felbomlásával, ekkor alakult meg a flamand nyelvű szocialista párt, amely 1980-ig megtartotta a "Belgische Socialistische Partij" elnevezést. A párt jelenlegi elnöke Elio Di Rupo vallon politikus. A párt képviselői részt vesznek a belga parlament, a vallon parlament, a francia közösség parlamentje és a brüsszeli parlament munkájában. A német nyelvi közösségben (amely a vallon régió része) Sozialistische Partei néven működik testvérpártja.
A PS ideológiailag kevert irányvonalat képvisel, részben a régimódi szocialista gazdaságirányításra és szociális politikákra épülve, amelyet Elio di Rupo pártelnöksége óta a modern szociáldemokrácia köntösébe csomagolva igyekeznek eladni a választóknak. A pártot, illetve tagjait számos bűncselekménnyel és politikai botránnyal hozták összefüggésbe, legtöbbször a vád korrupció és megvesztegetés, valamint csalás (pl. André Cools meggyilkolása, az Agusta-botrány, a Dassault-ügy, a Carolorégienne-ügy és az ICDI-ügy. Charleroi város szocialista többégű vezetése is nagyszabású korrupciós botrányba keveredett, amely részben oka volt a rossz 2007-es választási eredményeknek.

## Tisztségviselők

### A párt elnökei
- André Cools (1978-1981)
- Guy Spitaels (1981-1992)
- Philippe Busquin (1992 -1999)
- Elio Di Rupo (1999 óta)

### Fontosabb politikusok
- Elio Di Rupo, pártelnök és Mons polgármestere
- Laurette Onkelinx, miniszterelnök-helyettes és szociális, valamint közegészségügyi miniszter
- André Flahaut
- Charles Picqué, Brüsszel Fővárosi Régió miniszterelnöke
- Karl-Heinz Lambertz, a belga német közösség miniszterelnöke
- Philippe Busquin, 2004-ig az Európai Bizottság tagja
- José Happart, Voeren polgármestere (1983-1989), valamint a Vallon parlament elnöke
- Freddy Thielemans, Brüsszel polgármestere
- Jean-Claude van Cauwenberghe, Vallónia miniszterelnöke
- Philippe Moureaux
- Marie Arena, a szövetségi kormány minisztere
- Paul Magnette, a szövetségi kormány minisztere

## Választási eredményei
Szinte megalakulása óta a PS a legnagyobb párt Belgium francia nyelterületén. A 2003-as szövetségi választásokon 36,4%-os eredményt ért el, azonban a 2007-es választásokon a Mouvement Réformateur (MR) átvette a vezetést, részben a Charleroi város vezetése körül kitört korrupciós botrányok miatt (ld. 2007-es belga választások).
A gyenge választási eredmények ellenére is a PS rendszeresen részt veszt a szövetségi, regionális és helyi önkormányzatokban, mivel a rendkívül széttagolt belga politikai életben továbbra is jelentős pártnak számítanak. 1999 óta a PS folyamatosan vezető helyen van öt testületben: a francia közösség kormányában, a vallon regionális kormányban, a brüsszeli régió kormányában, a COCOF-ban (amely a brüsszeli régió része), valamint a német nyelvi közösség kormányában.

## Külső hivatkozások
- A párt hivatalos weboldala Archiválva 2009. június 2-i dátummal a Wayback Machine-ben